# Światowa Federacja Krokieta
Światowa Federacja Krokieta (ang. World Croquet Federation, skrót WCF) – międzynarodowa organizacja pozarządowa, zrzeszająca 30 narodowych federacji krokieta.

## Historia
Federacja została założona 17 lipca 1986 roku w Londynie przez 7 federacji krajowych.

## Członkostwo
- GAISF
- IWGA

## Dyscypliny
- Association Croquet
- Golf Croquet
- Short Croquet
- Two-ball Croquet
- U.S. Six-wicket Croquet
- U.S. Nine-wicket Croquet
- Garden Croquet
- Extreme Croquet
- Ancient Croquet

## Mistrzostwa świata
- World Association Croquet Championships (od 1989 roku).
- World Golf Croquet Championships (od 1996 roku).